# حكومة براندت الثانية
أدت حكومة براندت الثانية بقيادة المستشار فيلي براندت اليمين في 15 كانون الأول 1972 وأرست مهامها في 6 أيار 1974. كلفت بمزاولة العمل كحكومة تصريف أعمال حتى 17 أيار 1974. انتهت هذه الحكومة بعد استقالة براندت بسبب الفضيحة السياسية المعروفة بفضيحة غيليوم. بعد استقالة براندت تولى نائبه فالتر شيل منصب القائم بأعمال المستشار لمدة تسعة أيام حتى إنشاء حكومة شميدت الأولى

## وصلات خارجية
- مجلس الوزراء الألماني  (بالإنجليزية)
- الوزارات الاتحادية في ألمانيا (بالإنجليزية)